# St. James (Minnesota)
St. James es una ciudad ubicada en el condado de Watonwan en el estado estadounidense de Minnesota. En el Censo de 2010 tenía una población de 4605 habitantes y una densidad poblacional de 733,2 personas por km².

## Geografía
St. James se encuentra ubicada en las coordenadas 43°59′0″N 94°37′31″O / 43.98333, -94.62528. Según la Oficina del Censo de los Estados Unidos, St. James tiene una superficie total de 6.28 km², de la cual 6.21 km² corresponden a tierra firme y (1.11%) 0.07 km² es agua.

## Demografía
Según el censo de 2010, había 4605 personas residiendo en St. James. La densidad de población era de 733,2 hab./km². De los 4605 habitantes, St. James estaba compuesto por el 81.82% blancos, el 0.67% eran afroamericanos, el 0.89% eran amerindios, el 0.59% eran asiáticos, el 0% eran isleños del Pacífico, el 14.92% eran de otras razas y el 1.11% pertenecían a dos o más razas. Del total de la población el 30.99% eran hispanos o latinos de cualquier raza.